# 乙酸碘(I)
乙酸碘(I)是一种碘化试剂，化学式为C2H3IO2，或简写为IOAc。乙酸银和碘在乙醚中反应、乙酸汞和碘在乙酸中反应，或者四乙酸铅和碘在环己烷中反应，均可制得乙酸碘(I)。它可以用于有机化合物的碘化，如可以通过碘和乙酸汞原位产生乙酸碘(I)，与五甲基苯反应，得到五甲基碘苯。乙酸碘(I)亦可碘化B–H键。